# Estação Central-Chico da Silva
A Estação Central-Chico da Silva, podendo ser chamada de estação Chico da Silva, é uma estação de metrô administrada pela Companhia Cearense de Transportes Metropolitanos (Metrofor), localizado na rua Padre Mororó, nº 405, no bairro Centro, na cidade de Fortaleza, Brasil.
Hodiernamente é o ponto inicial da Linha Sul do metrô de Fortaleza, a maior e mais movimentada das três linhas atualmente em operação, e a única com características de metrô, enquanto as demais assumem um modelo de Veiculo Leve sobre Trilhos, conhecido popularmente pela sigla VLT, movidos a diesel.
Posteriormente, a estação será integrada ao traçado da Linha Leste, atualmente em construção e com previsão de inauguração para 2024, também em formato de metrô e a primeira totalmente subterrânea. Quando concluída, a nova plataforma da estação Chico da Silva, permitirá a integração física entre as linhas Sul e Leste, além de garantir uma futura conexão com a estação Tirol-Moura Brasil, possibilitando acesso a Linha Oeste.
O seu nome homenageia o pintor Francisco Domingos da Silva, conhecido como Chico da Silva.

## Histórico

### Antecedentes
A história da estação Chico da Silva vai muito além da inauguração da primeira linha de metrô da capital.

Seu inicio é com a construção da Estação de Fortaleza da Estrada de Ferro de Baturité, cujo traçado foi aproveitado em partes pela atual Linha Sul do metrô, projetada e construída com planta do engenheiro Henrique Foglare, no local do antigo cemitério de São Casemiro, praticamente com mão-de-obra dos retirantes da seca de 1877. 

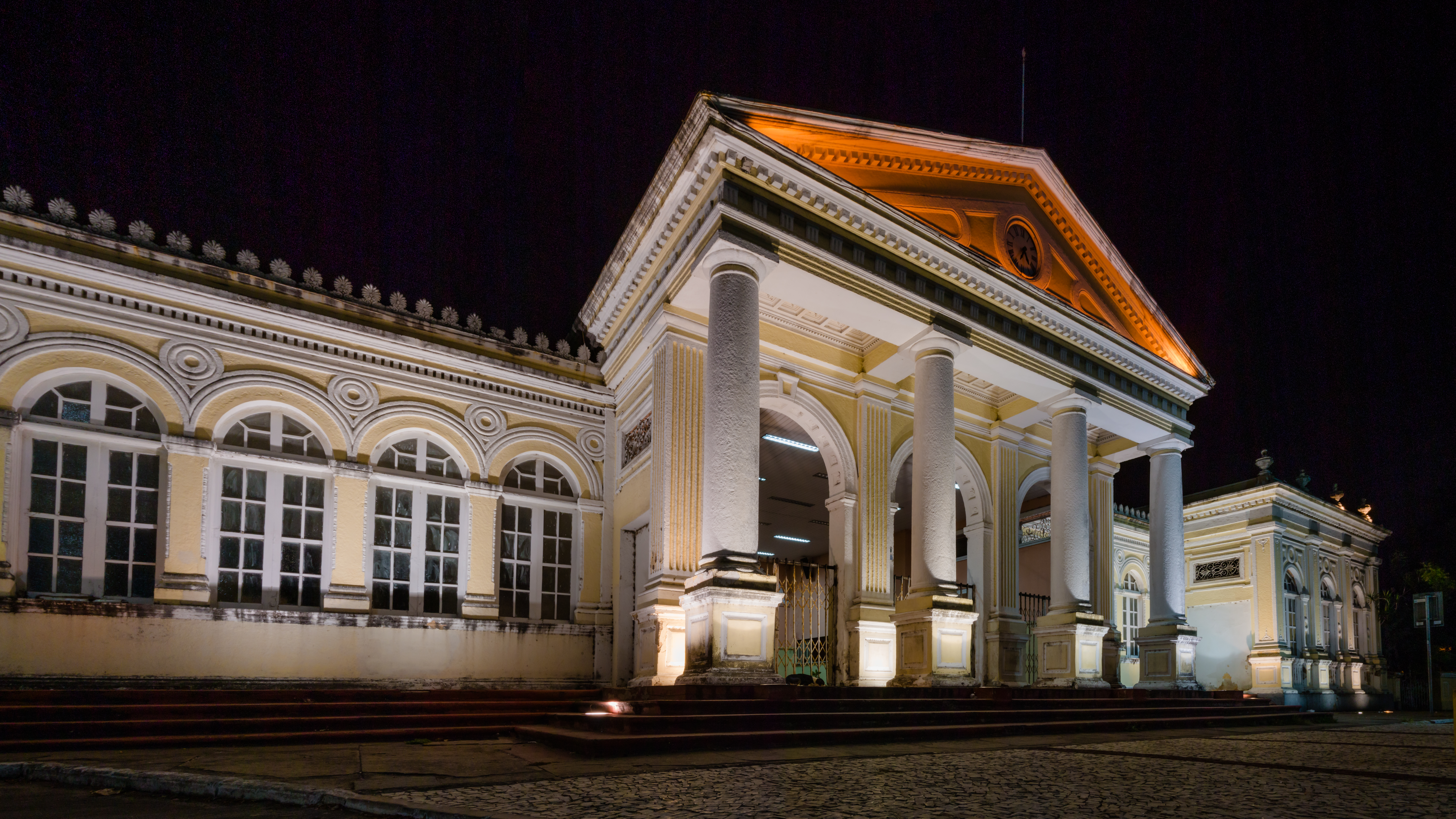
Fachada da antiga estação João Felipe, antecessora da atual Central.

A obra, teve sua pedra fundamental lançada em 30 de novembro de 1873, mas somente foram iniciadas as obras em 1879, sendo, assim, inaugurada em 9 de junho de 1880.
A edificação se desenvolve em um único pavimento, e domina completamente o espaço urbano da Praça Castro Carreira (Conhecida popularmente como Praça da Estação). A fachada do bloco central possui colunas sobre pedestal encimado por frontão triangular, e escadaria demarcando o acesso ao interior do edifício. As fachadas contíguas possuem fenestração com aberturas em arco pleno, arrematadas superiormente por cornijas e platibandas.
Em 1946, o então Presidente da República José Linhares, cearense de Baturité, renomeou a Estação Central que passou a ser chamada com o nome de Professor João Felipe, em homenagem a um ilustre engenheiro ferroviário cearense, nascido no município de Tauá.
No dia 11 de janeiro de 2014, apos 141 anos de história, a antiga estação Professor João Felipe foi desativada com o encerramento do traçado ferroviário da unica linha que ali ainda operava, a Oeste, para a instalação do canteiro de obras da nova Linha Leste. Todas suas atividades foram repassadas para as estações Chico da Silva, da Linha Sul, e para a estação Moura Brasil, que consiste em um única plataforma construída originalmente para ser temporária e que opera até os dias de hoje como ponto final da Linha Oeste.
A antiga Estação Ferroviária, junto aos antigos galpões da Rede Ferroviária Federal (RFFSA), hoje estão em processo de restauração para abrigar o Complexo Cultural Estação das Artes, que será integrado à praça Castro Carreira. O projeto prevê além de preservar e revitalizar diversos prédios, onde funcionarão mercado gastronômico, biblioteca e museu, a Estação das Artes terá outras estruturas erguidas, como as novas sedes da Secretaria da Cultura (Secult) e da Superintendência Estadual do Instituto do Patrimônio Histórico e Artístico Nacional (Iphan) e a Pinacoteca do Estado.

### Edificação atual

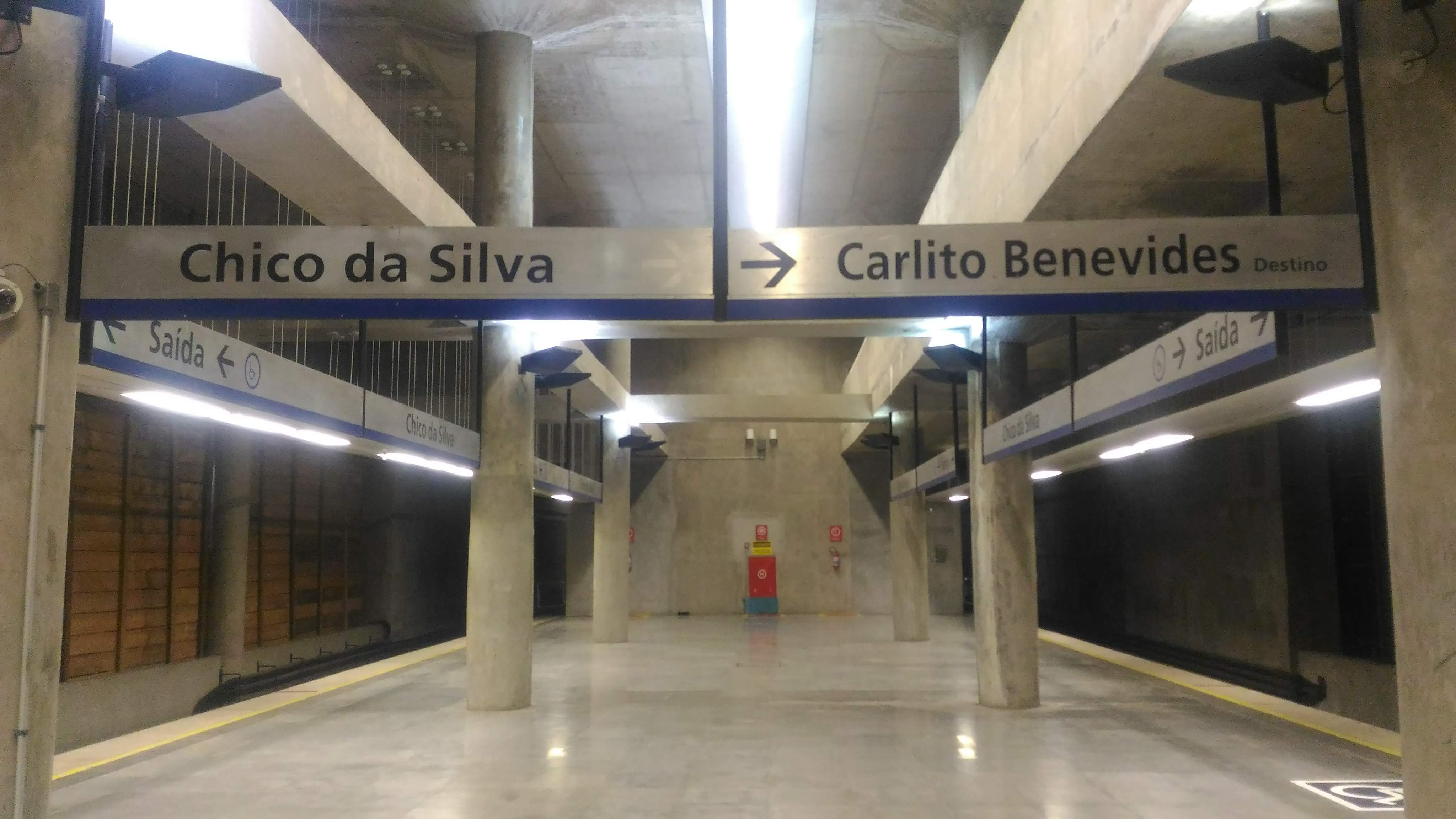
A Plataforma da estação.

A atual edificação da estação Chico da Silva foi inaugurada em 18 de julho de 2013 juntamente com a estação José de Alencar com a presença de autoridades locais e da então presidenta Dilma Rousseff.

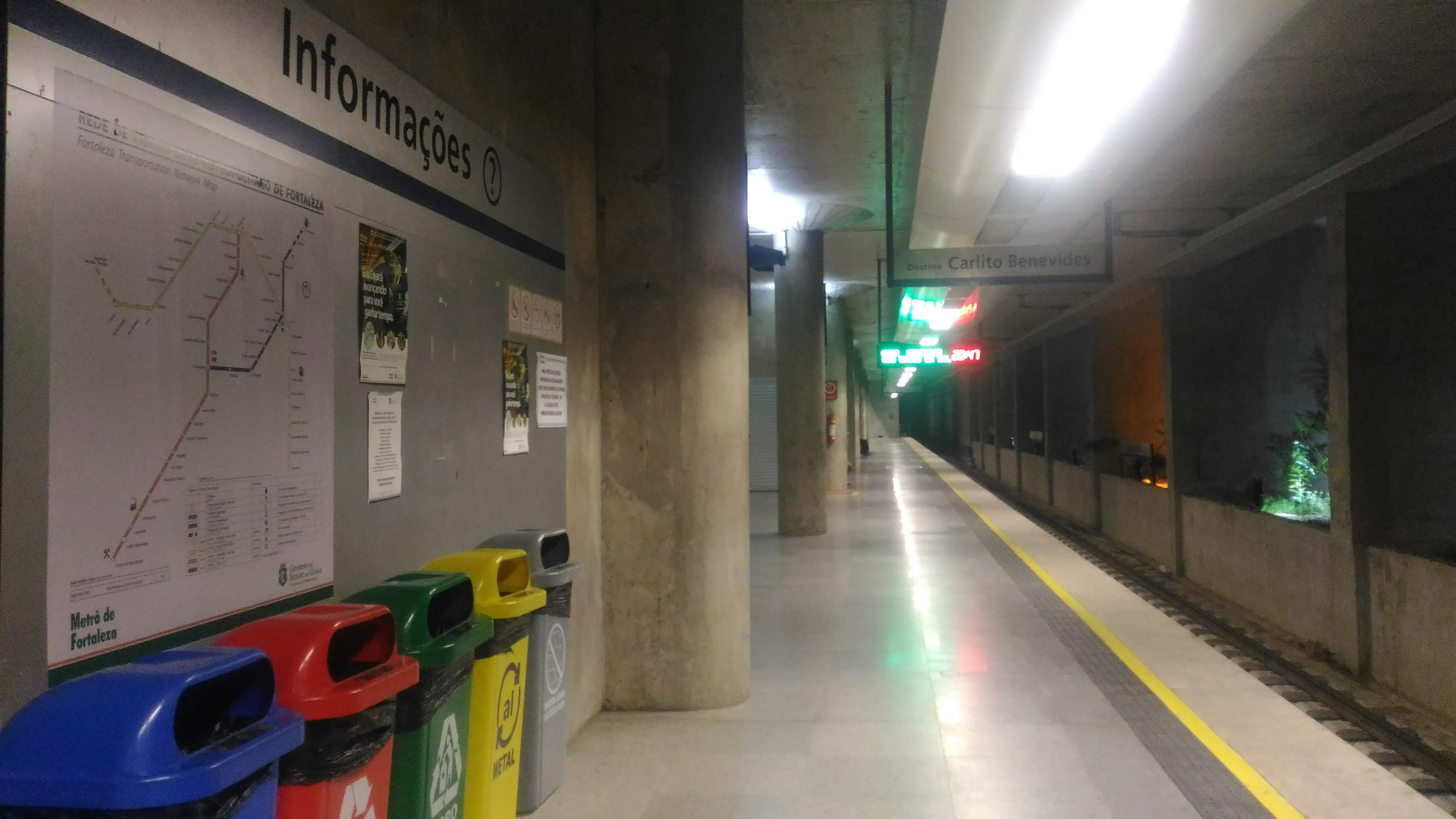
Painel de informações e plataforma da estação.

No dia 12 de janeiro de 2014 começou a construção de uma segunda plataforma ao lado da já existente para abrigar o traçado da Linha Leste, com a promessa de criar uma centralização entre as Linhas do metrô da capital. 
No dia 1 de outubro de 2014 a estação Central-Chico da Silva passou a operar em modo comercial, juntamente com o restante da Linha, que ainda operava em operação assistida desde de sua inauguração oficial em 2012, com cobrança de passagens e horário estendido, passando a ter suas bilheterias funcionando pela primeira vez. No começo era necessário a compra de um bilhete de papel que era inserido em uma urna para se ter a acesso as plataformas, processo depois substituído com a instalação de bloqueios eletrônicos, permitindo a utilização de cartões magnéticos recarregáveis, que começaram a funcionar no dia 17 de julho de 2017. No dia 21 de Setembro do mesmo ano a estação passou a contar com um mapa em braile para os deficientes visuais, mostrando o percurso feito pelo piso tátil até a plataforma escolhida ou a qualquer outro local da estação.
Paralisadas desde 2015, as obras da Linha Leste foram retomadas em setembro de 2018 pelo canteiro de obras instalado nas imediações da estação Chico da Silva, que terá sua expansão com a nova plataforma destinada a nova linha com previsão de inauguração em 2023.

## Características Gerais

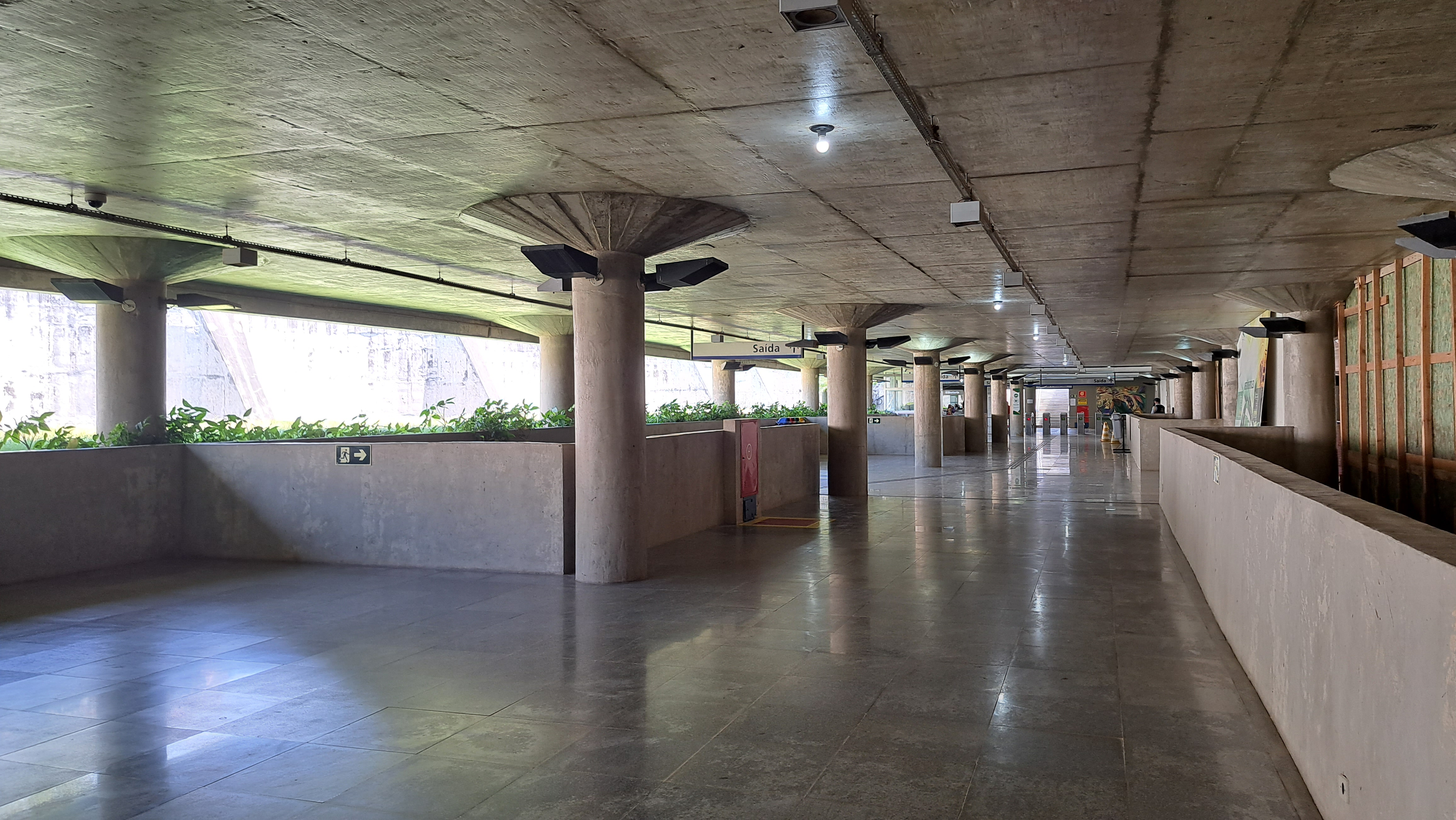
Mezanino da estação Central-Chico da Silva em julho de 2023

Estação subterrânea, com uma única plataforma central e estrutura em concreto aparente dividida em dois níveis (Mezanino e Plataforma). Possui em seu acesso principal um amplo e largo corredor onde estão expostas obras dos pintor Francisco Domingos da Silva.
Possui também bloqueios eletrônicos, Bilheterias, mapas do sistema e de localização, sistemas de sonorização, telas de LED na plataforma que mostram horário de chegada da próxima composição além de outras informações e mensagens como o horário de funcionamento do metrô de Fortaleza e utilidade publica. 

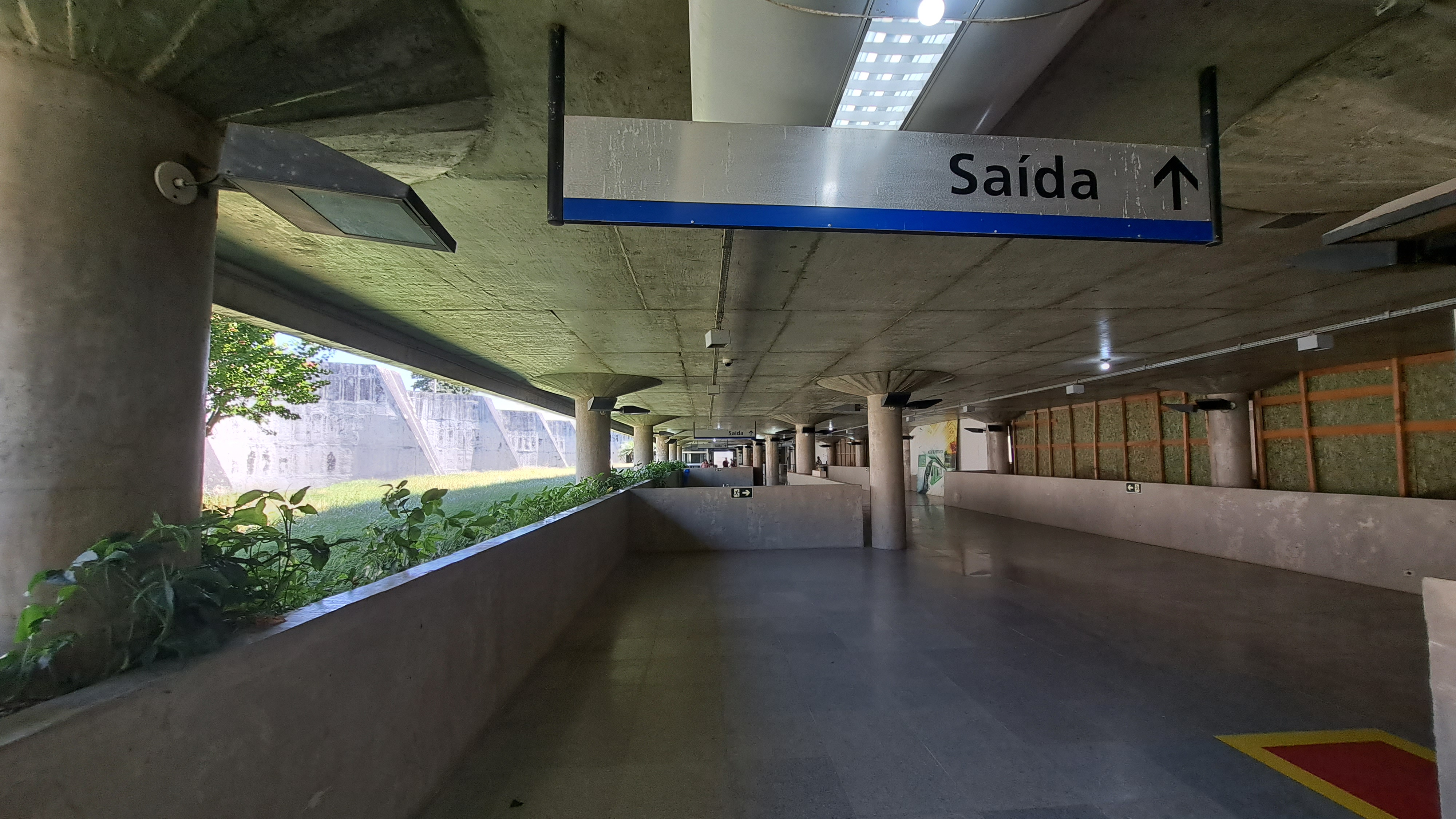
Mezanino da estação em julho de 2023. Jardim para ventilação natural pode ser visto a esquerda da imagem

A estação Central-Chico da Silva tem como objetivo futuro criar a centralização da rede de metrô, permitindo a futura integração física com as linhas Leste e Sul e conexão com a Linha Oeste. A estação servirá também como ponto de integração intermodal, permitindo ao usuário do sistema metroviário acesso a outros modais de transporte existentes na região do centro histórico de Fortaleza, nas imediações do centenário cemitério São João Batista, local no qual a estação se localiza.

### Conexão com a Linha Oeste
A atual integração entre as Linhas Oeste e Sul é realizada de forma bastante improvisada. 
O usuário proveniente da Linha Oeste, que atualmente assume o formato de Veiculo Leve Sobre Trilhos (VLT), desembarca em uma plataforma temporária (conhecida como estação Moura Brasil ou pelo da antiga estação ferroviária desativada) construída com a desativação da antiga estação João Felipe em janeiro de 2014, se dirige para uma estrutura metálica que passa em meio ao canteiro de obras da futura linha leste, chegando ao acesso principal da estação Chico da Silva, onde pagando uma nova passagem tem acesso a Linha Sul. Diversas reclamações foram realizadas pelos usuários que consideram a nova estação distante da antiga, além da sensação de insegurança que o local passa. Infelizmente após 5 anos a estação que era pra ser temporária se tornou definitiva com a demora e inercia do poder publico com as obras da Linha Leste e de uma prometida reformulação da Oeste.

## Acessibilidade
A estação segue as normas técnicas de acessibilidade, garantindo recursos para pessoas que possuem alguma deficiência ou estão com mobilidade reduzida por qualquer razão.

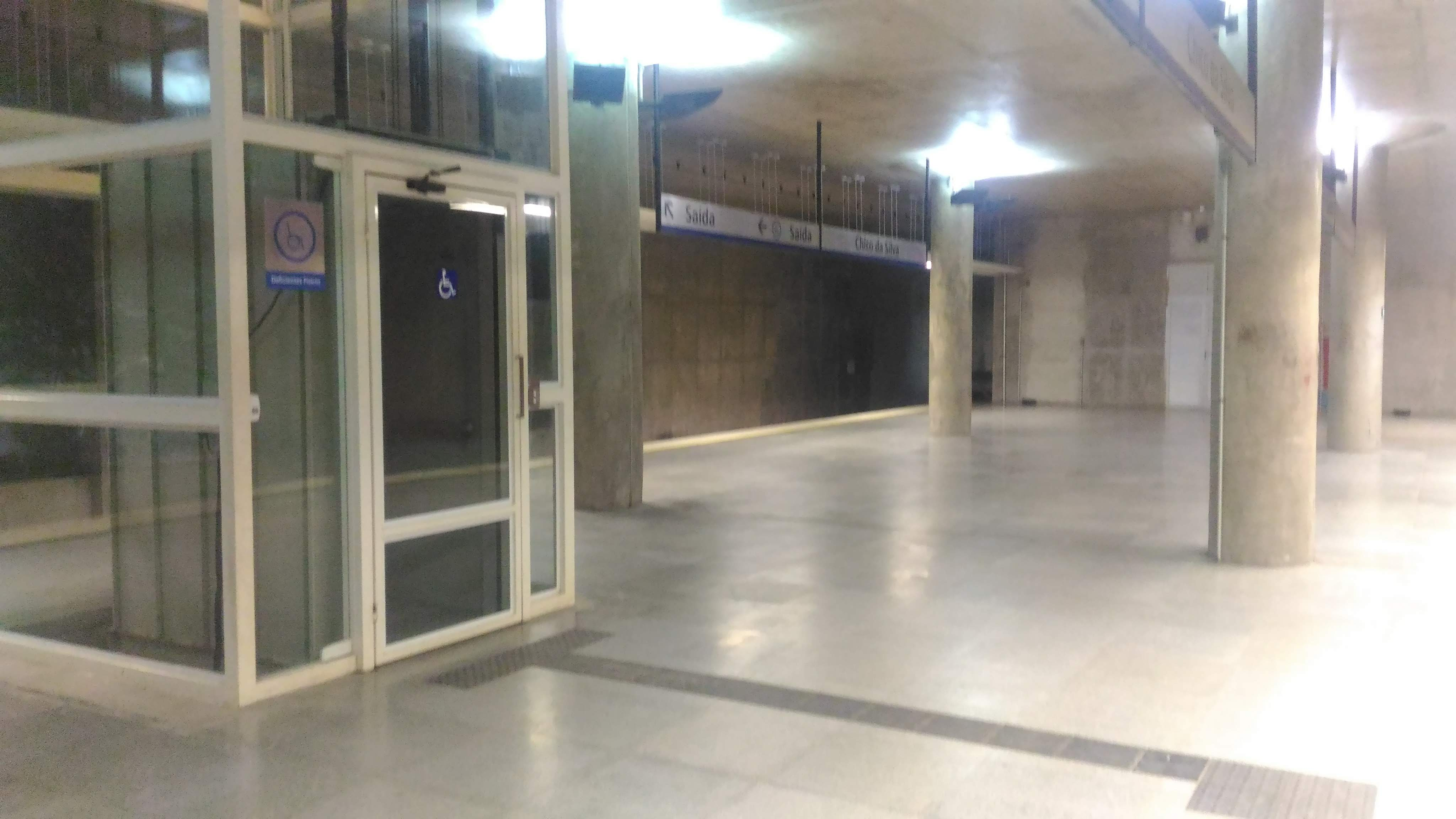
Elevador e piso tátil, alguns dos recursos de acessibilidade na estação.

Entre os recursos ofertados na estação Chico da Silva estão: Um elevador convencional, solução de mobilidade e acessibilidade vertical mais utilizada no Metrô de Fortaleza, possibilitando a subida e descida de pessoas em cadeiras de rodas, carrinhos de bebê, idosos ou pessoas com a saúde debilitada, sendo usado para fazer o transporte entre o nível da plataforma e o mezanino; pisos táteis, caracterizados como percursos fixados no chão da estação, com relevo, que permitem aos deficientes visuais transitar com autonomia e segurança; mapas táteis, que trazem informações, em braile, sobre a localização dos principais pontos na estação, indicando aos deficientes visuais onde está localizado o elevador, a plataforma de embarque, a bilheteria e as escadas. Localizado na entrada da estação, o mapa tátil é uma importante ferramenta para a locomoção dos deficientes visuais, conferindo maior autonomia para estes passageiros; por fim, uma grande rampa, em espiral, liga a superfície ao mezanino, se interligando a um túnel que leva a área de bilheterias e bloqueios, utilizadas como alternativa às escadas convencionais no acesso a estação.
Ressalta-se também, que as equipes presentes nas estações, compostas por agentes de estação e vigilantes, recebem treinamento especializado para ajudar no embarque e desembarque de passageiros com deficiência.